# Carl Friedrich Christian von Großheim
Carl Friedrich Christian von Großheim (* 28. Juni 1776 in Ilten; † 24. Juni 1851 in Lübeck) war ein deutscher Lehrer und Schulgründer.

## Leben

### Herkunft
Großheim war ein Sohn von Friedrich von Großheim (* 1743; † um 1803) und dessen Ehefrau Christiane Sophie Charlotte, geborene von Gottfried. Sein Vater arbeitete anfangs als Offizier, später in Linden als Tierarzt und Pferdehändler.

### Laufbahn
Nach dem Besuch einer privaten Elementarschule in Hannover ging er auf eine Lateinschule in Neustadt. Ab ungefähr 1785 reiste er oft als Gehilfe seines Vaters bei dessen Geschäftsreisen mit und musste daher auf regelmäßige Schulbesuche verzichten. Von 1788 bis 1790 lebte er bei seinem Onkel in Lauterberg und beschäftigte sich mit der Forstwirtschaft. Anschließend besuchte er für eine Zeit botanische Vorlesungen in Göttingen.
Aufgrund für ein Studium ungenügender Vorkenntnisse zog von Großheim zurück zu seinen Eltern. Er lernte an der Altstädter Lateinschule in Hannover und der Militärschule für die Artillerie. Ab 1792 musste er Kriegsdienst leisten und kämpfte als hannoverscher Artillerieoffizier während des Ersten Koalitionskrieges gegen Frankreich. 1796 fasste er den Entschluss, Lehrer zu werden und besuchte das Lehrerseminar von Hannover.
1798 hielt sich der Lübecker Domsyndikus Christian Adolph Overbeck am Lehrerseminar in Hannover auf und suchte dort nach Lehrern für die Lübecker „Industrieschule für dürftige Mädchen“ und die Sonntagsschule. Großheim erhielt eine Stelle und war der einzige Lehrer in Lübeck, der ein Lehrerseminar besucht hatte. Er unterrichtete an der Industrieschule der „Gemeinnützigen“ und konnte schnell beachtliche Erfolge erzielen. Außerdem erteilte er Schülern, die kaufmännische Berufe anstrebten, Privatunterricht. Da in Lübeck noch keine Realschule existierte, hatte die Bildungseinrichtung, in der von Großheim unterrichtete, großen Zulauf. 1800 richtete er eine eigene Privatschule für Knaben ein. 1804 gründete er die „Lehranstalt für das weibliche Geschlecht“ mit, aus der später die Ernestinenschule hervorging, und die er anfangs selbst leitete. Aufgrund von Konflikten unter den Vorstehern legte er die Schulleitung 1805 nieder.
Aufgrund stark steigender Schülerzahlen der Knabenschule beendete von Großheim seine Tätigkeit in der Industrieschule 1805. Im Februar 1806 kaufte er ein Haus in der Braunstraße. Hierhin verlegte er seine Schule, richtete ein Pensionat für auswärtige Schüler ein und wohnte dort auch. Französische Soldaten plünderten das Gebäude im November 1806 nach der Schlacht von Lübeck und brachten ihn um den Großteil seines Vermögens. Während der Lübecker Franzosenzeit und der daraus resultierenden wirtschaftlichen Auswirkungen musste er das Haus 1811 veräußern. Die Schule zog in angemietete Räume. 1813 meldete sich der ehemalige Offizier freiwillig als Oberadjudant bei der Lübecker Bürgergarde.
Nach der französischen Besatzung besserte sich von Großheims Situation nur langsam. 1815 gründete er eine Töchterschule, die bis 1826 zusammen mit der Knabenschule existierte. 1820 zog er mit dem Schulbetrieb in ein eigenes Schul- und Wohnhaus in der Hüxstraße. Seine Söhne halfen ihm, seine Schule 1828 umfassend zu reformieren. In den 1830er Jahren richtete er eine vierte und fünfte Klasse ein. Der Unterricht bestand aus den für Volksschulen üblichen Fächern und außerdem Mathematik, Naturwissenschaften, Französisch, Englisch, Schwedisch, Handelswissenschaften und Leibesübungen. Im Jahr 1850 handelte es sich bei von Großheims Einrichtung um die größte derartige Schule in Lübeck. Die Schulleitung, die von Großheim bis kurz vor seinem Tod innehatte, übernahm Gustav Friedrich Bruhns. Die Schule wurde 1923 verstaatlicht. Aufgrund sinkender Schülerzahlen wurde sie 1931 geschlossen.
Von Großheim war Ehrenmitglied des Lübecker Lehrervereins und Mitglied der Lübecker Freimaurerloge Zur Weltkugel.

### Familie
Von Großheim heiratete am 6. Oktober 1800 in Lübeck Catharina Elisabeth Kröger (* 16. September 1776 in Lübeck; † 25. März 1841 ebenda). Sie war eine Tochter des Schreiblehrers Jochim Friedrich Kröger und arbeitete als Lehrerin.
Das Ehepaar von Großheim hatte eine Tochter und zwei Söhne. Die Tochter Therese heiratete den Lübecker Kaufmanns Friedrich Ewers. Zwei weitere Töchter und ein Sohn starben in jungen Jahren. Zu den Enkeln gehörte der Architekt Karl von Großheim.

## Bekannte Lehrer und Schüler
- Karl Albrecht, Gymnasialprofessor und Historiker